# Berg-Spitzkiel
Der Berg-Spitzkiel (Oxytropis montana, Syn.: Oxytropis jacquinii Bunge), auch Berg-Fahnenwicke genannt, ist eine Pflanzenart aus der Gattung Spitzkiele (Oxytropis) in der Unterfamilie der Schmetterlingsblütler (Faboideae).

## Beschreibung

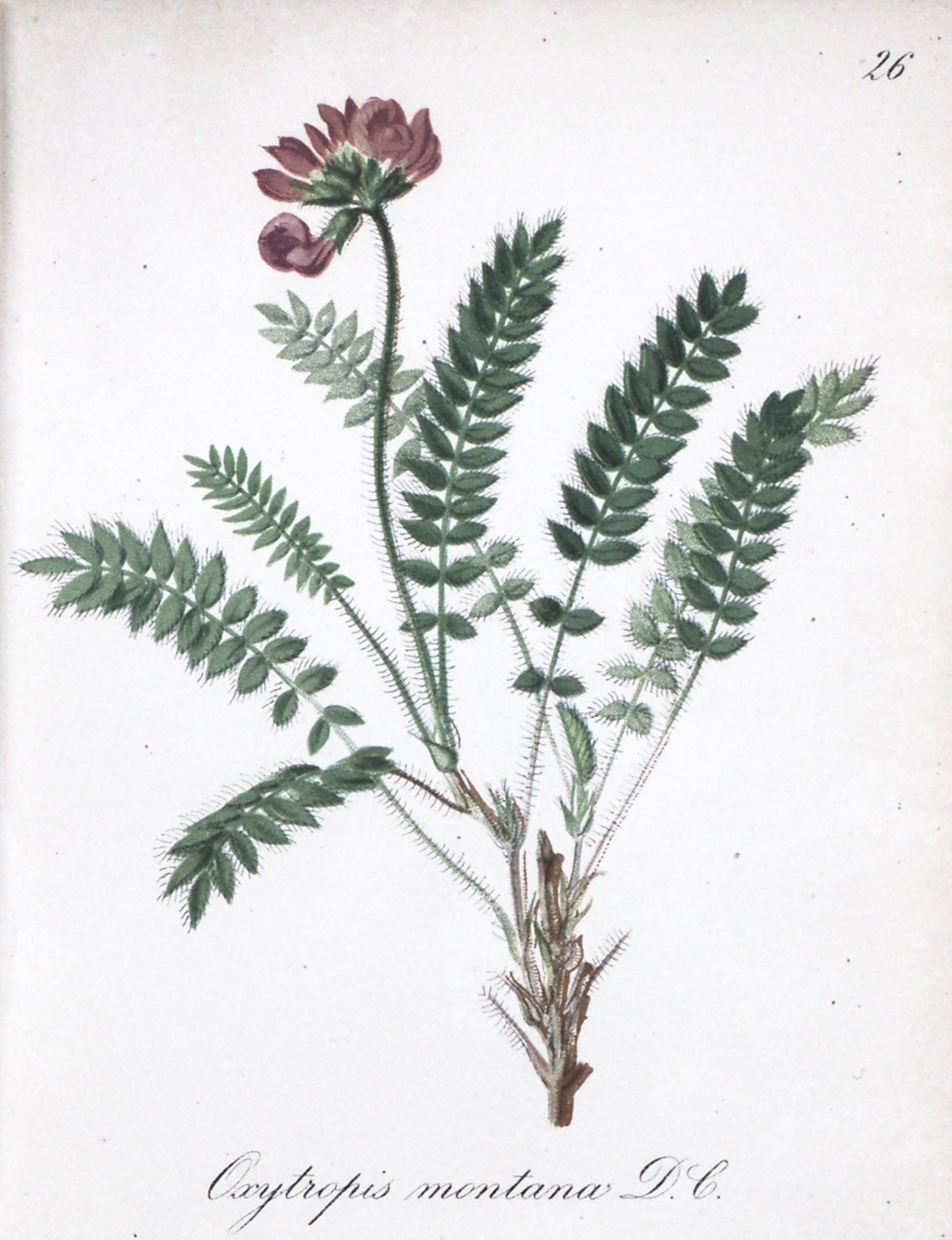
Illustration aus Die Alpenpflanzen nach der Natur gemalt, S. 26

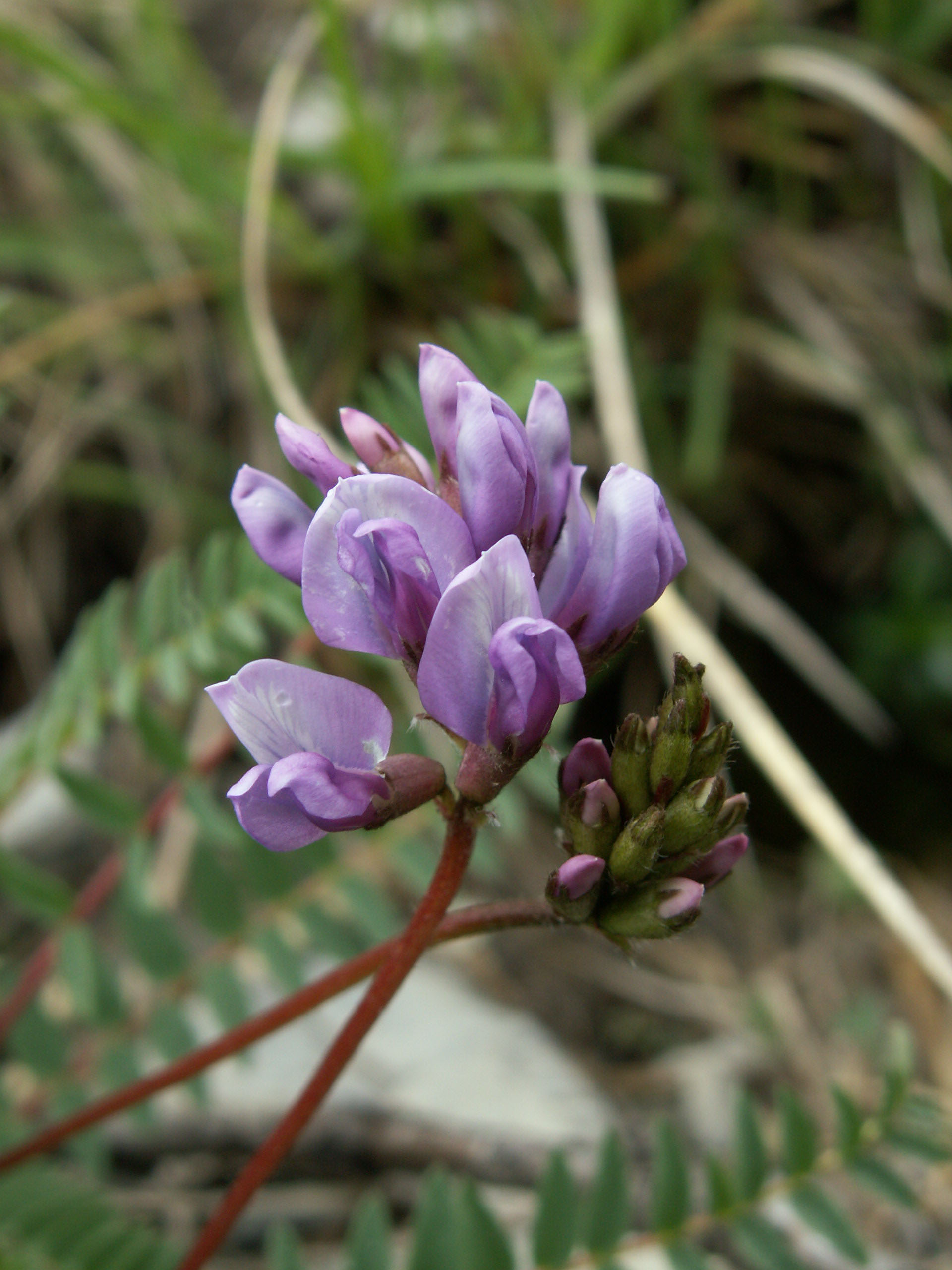
Blütenstand mit zygomorphen Blüten

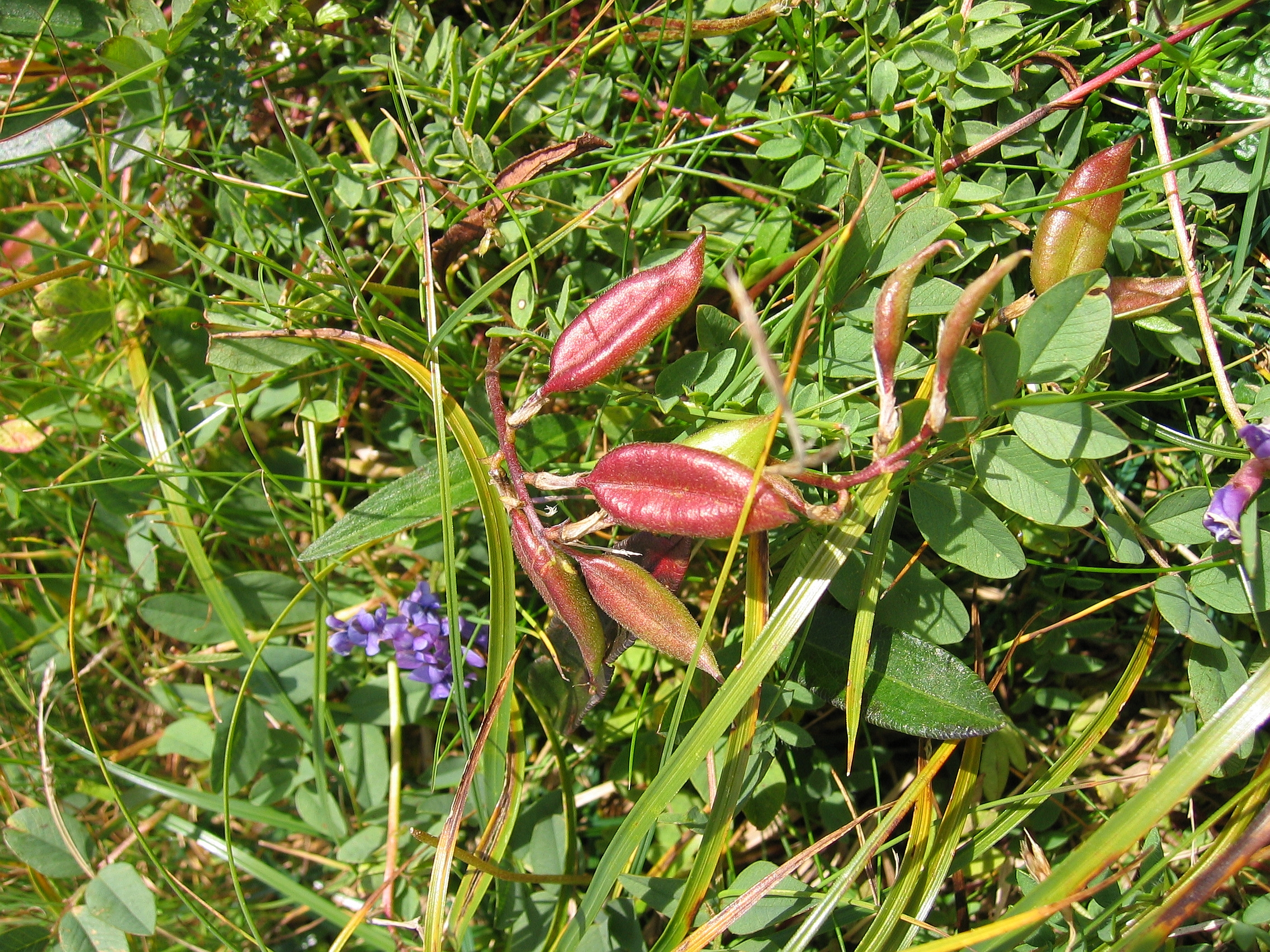
Früchte

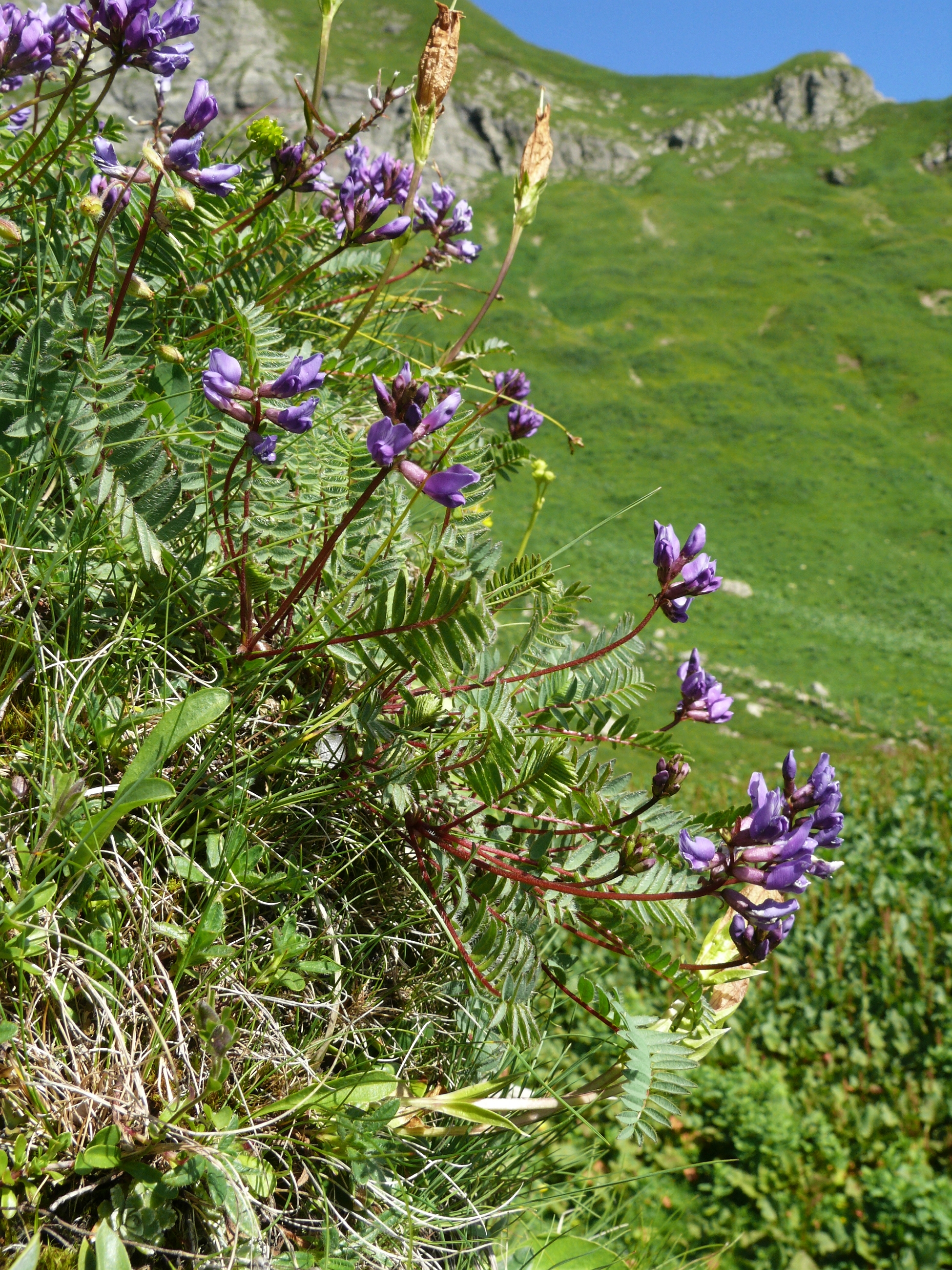
Habitus im Habitat

### Vegetative Merkmale
Der Berg-Spitzkiel wächst als ausdauernde krautige Pflanze und erreicht Wuchshöhen von meist 5 bis 20 Zentimetern. Die oberirdischen Pflanzenteile sind behaart. Der sehr kurze Stängel ist niederliegend bis aufsteigend und oft rasig ausgebreitet (er ist locker seidig behaart bis kahl); oder es sind keine Stängel erkennbar.
Die rosettig bis wechselständig angeordneten Laubblätter sind in Blattstiel und Blattspreite gegliedert. Der Blattstiel ist rötlich. Die unpaarig gefiederte Blattspreite besitzt 8 bis 17, selten bis zu 20 Fiederpaare. Die Fiederblättchen sind eiförmig-lanzettlich bis lanzettlich, 4 bis 10 Millimeter lang und 1,5 bis 4 Millimeter breit. Beide Seiten der Fiederblättchen sind seidig behaart und verkahlen später. Die Nebenblätter sind höchstens an ihrer Basis verwachsen.

### Generative Merkmale
Die Blütezeit reicht von Juni bis August. Der relativ lange Blütenstandsschaft ist etwa so lang wie die Laubblätter. Fünf bis fünfzehn, selten bis zu zwanzig Blüten sind aufrecht in einem traubigen, kopfigen Blütenstand angeordnet. Die Tragblätter reichen kaum bis zur Mitte der Kelchröhre.
Die zwittrige Blüte ist eine Schmetterlingsblüte und ist bei einer Länge von 10 bis 13 Millimetern zygomorph und fünfzählig mit doppelter Blütenhülle. Die fünf Kelchblätter sind verwachsen und die Kelchzähne sind bis zu 1/3 so lang wie die Kelchröhre. Die Krone ist rot- bis blauviolett, purpurfarben bis violett. Die Fahne ist verkehrt eiförmig, aufwärts gebogen, ausgerandet und etwas länger als die geöhrten Flügel. Das behaarte bis verkahlende Schiffchen besitzt eine deutliche Spitze (daher der Name Spitzkiel sowie Oxytropis „spitzer Kiel“ und ein deutlicher Unterschied zur Gattung Astragalus). Der Griffel ist verlängert und schard aufwärts gebogen.
Die aufrechte oder abstehende, im Kelch gestielte Hülsenfrucht ist 2 bis 3 Zentimeter lang, aufgeblasen, gefurcht und verkahlt. Sie enthält etwa 10 bis 12 Samen. Die Samen sind nieren- bis linsenförmig und etwa 2 bis 3 Millimeter lang.
Die Chromosomenzahl beträgt 2n = 16.

## Ökologie
Zur „Gewinnung“ des Nektars in der Blüte ist für Blütenbesucher ein Rüssel von mindestens 8 Millimetern Länge erforderlich.

## Vorkommen
Es gibt Fundortangaben für Deutschland, Frankreich, Italien, die Schweiz, Österreich, Slowenien, Serbien, Nordmazedonien und Aserbaidschan. Der Berg-Spitzkiel gedeiht vor allem in den Kalkketten der Ostalpen sowie westwärts bis Savoyen. Er gedeiht meist auf Felsen, Felsschutt, Magerrasen auf Kalk und Dolomit. Der Berg-Spitzkiel gedeiht in Höhenlagen von 1500 bis 3000 Metern. In den Allgäuer Alpen steigt er bis auf in Höhenlage von über 2000 Metern auf. Der Berg-Spitzkiels ist pflanzensoziologisch eine Charakterart des Verbands Seslerion und kommt auch im Elynetum vor. Der Berg-Spitzkiel ist ein Magerkeitszeiger; er „meidet“ gedüngte Böden.
Die ökologischen Zeigerwerte nach Landolt et al. 2010 sind in der Schweiz: Feuchtezahl F = 2 (mäßig trocken), Lichtzahl L = 5 (sehr hell), Reaktionszahl R = 5 (basisch), Temperaturzahl T = 1+ (unter-alpin, supra-subalpin und ober-subalpin), Nährstoffzahl N = 2 (nährstoffarm), Kontinentalitätszahl K = 3 (subozeanisch bis subkontinental).

## Taxonomie
Die Erstveröffentlichung erfolgte 1753 unter dem Namen (Basionym) Astragalus montanus L. durch Carl von Linné in Species Plantarum, Tomus II, Seite 760. Die Neukombination zu Oxytropis montana (L.) DC. wurde durch Augustin Pyramus de Candolle in Astragalogia, 66, (ed. quarto), no. 1. 1802 veröffentlicht. Durch Walter Gutermann wurde 2009 der Name auf Oxytropis montana (L.) DC. festgelegt. Davor galt ab 1961 Oxytropis jacquinii Bunge veröffentlicht durch Alexander von Bunge in Arbeiten des Naturforschenden Vereins zu Riga, Band 1, 1847, Seite 226 als der akzeptierte Name. Weitere Synonyme für Oxytropis montana (L.) DC. sind: Astragalus jacquini (Bunge) A.W.Hill, Astragalus montanus var. jacquini (Bunge) P.Fourn., Phaca montana (L.) All., Spiesia montana (DC.) Kuntze, Oxytropis montana subsp. jacquini (Bunge) Nyman, Oxytropis montana subsp. jacquinii (Bunge) Braun-Blanq.

## Nutzung
Der Berg-Spitzkiel gehört zu den wenigen alpinen Hülsenfrüchtlern, die das Weidevieh meidet.